# Al Bundy
Al Bundy (Chicago (Illinois), 7 november 1948) is een fictief persoon en een van de hoofdrollen in de Amerikaanse comedyserie Married... with Children. Al, de cynische schoenenverkoper, wordt gespeeld door Ed O'Neill.
De naam Al is hoogstwaarschijnlijk een afkorting. Volgens de schrijvers van de serie staat het voor Albert of alleen maar Al. In een aflevering over een nooit ingeleverd boek noemt de bibliothecaresse van zijn oude school hem Alphonse.
Al bevindt zich altijd in een situatie waar het leven hem in het gezicht slaat. Ooit heeft hij vier touchdowns gescoord in een footballmatch voor Polk High, de plaatselijke highschool. Dit was ook het hoogtepunt in zijn leven. Na die wedstrijd kon hij door een blessure geen football meer spelen op professioneel niveau. Na de beroemde wedstrijd heeft hij zijn latere vrouw Peggy Wanker ontmoet, bij wie hij nog altijd is. In een aflevering vertelt Peggy dat hij toen achttien was en zij negen. Samen hebben ze een zoon, genaamd Bud, en een dochter, Kelly.
Hij is oprichter en voorzitter van NO MA'AM, een vereniging die zich verzet tegen vrouwenemancipatie. De naam van deze vereniging is een acroniem, samengesteld uit de woorden "National Organisation of Men Against Amazonian Masterhood".